# Régions de Finlande
La Finlande compte 19 régions (en finnois : maakunta, en suédois : landskap). Cet échelon administratif résulte de la réforme de 1997.

## Présentation
Les régions sont gouvernées par des conseils régionaux. Jusqu'en 2009, les communes étaient regroupées en provinces. 
C'est cet échelon qui colle le mieux au sentiment d'appartenance des Finlandais. 
En effet, ces régions ont des frontières qui correspondent largement aux anciennes provinces historiques et à leurs principales subdivisions.
Les régions œuvrent en matière d'emploi, de développement économique, d'éducation, d'environnement et dans d'autres secteurs administratifs régionalisés de l'État finlandais. Elles sont des administrations déconcentrées de l’État et ne disposent généralement pas d'une autonomie politique, le rôle des conseils régionaux étant essentiellement exécutif et administratif, comme qu'intermédiaire de médiation et des autorités de surveillance et de régulation, entre d'une part les collectivités locales (les communes) et les institutions législatives, exécutives ou judiciaires de l'État. Les conseils régionaux ne collectent pas directement de taxes mais fonctionnent sur des budgets alloués par l'État et les participations des collectivités qui y sont réunies. 
Ces conseils ont toutefois un rôle consultatif essentiel dans la définition de la politique territoriale de l'État et permettent aux collectivités locales de se concerter pour adopter des positions communes et défendre leurs intérêts communs.
L'archipel d'Åland est la seule région autonome et insulaire de la Finlande. Elle dispose de son propre parlement et de son propre gouvernement.

## Régions
| Carte                | Nom                   | Capitale administrative | Nom en finnois    | Nom en suédois        | Population (31 octobre 2010) | Prévision 2030 | Superficie km2 | Densité hab/km2 |
| -------------------- | --------------------- | ----------------------- | ----------------- | --------------------- | ---------------------------- | -------------- | -------------- | --------------- |
| Åland                | Åland                 | Mariehamn               | Ahvenanmaa        | Åland                 | 27 899                       | 34 014         | 6 784          | 4,1             |
| Carélie du Nord      | Carélie du Nord       | Joensuu                 | Pohjois-Karjala   | Norra Karelen         | 165 866                      | 163 087        | 21 584         | 7,7             |
| Carélie du Sud       | Carélie du Sud        | Lappeenranta            | Etelä-Karjala     | Södra Karelen         | 133 774                      | 131 461        | 7 240          | 18,5            |
| Finlande centrale    | Finlande centrale     | Jyväskylä               | Keski-Suomi       | Mellersta Finland     | 273 698                      | 291 957        | 19 761         | 13,9            |
| Finlande propre      | Finlande du Sud-Ouest | Turku                   | Varsinais-Suomi   | Egentliga Finland     | 465 012                      | 502 534        | 10 624         | 43,8            |
| Kainuu               | Cajanie               | Cajanebourg             | Kainuu            | Kajanaland            | 82 134                       | 77 936         | 24 451         | 3,4             |
| Kanta-Häme           | Kanta-Häme            | Hämeenlinna             | Kanta-Häme        | Egentliga Tavastland  | 174 432                      | 199 208        | 5 204          | 33,5            |
| Laponie              | Laponie               | Rovaniemi               | Lappi             | Lappland              | 183 397                      | 183 925        | 98 946         | 1,9             |
| Ostrobotnie          | Ostrobotnie           | Vaasa                   | Pohjanmaa         | Österbotten           | 177 870                      | 193 073        | 7 676          | 23,2            |
| Ostrobotnie-Centrale | Ostrobotnie centrale  | Kokkola                 | Keski-Pohjanmaa   | Mellersta Österbotten | 68 290                       | 74 592         | 5 474          | 12,5            |
| Ostrobotnie du Nord  | Ostrobotnie du Nord   | Oulu                    | Pohjois-Pohjanmaa | Norra Österbotten     | 394 478                      | 437 507        | 37 120         | 10,6            |
| Ostrobotnie du Sud   | Ostrobotnie du Sud    | Seinäjoki               | Etelä-Pohjanmaa   | Södra Österbotten     | 193 454                      | 199 331        | 13 459         | 14,4            |
| Päijät-Häme          | Päijät-Häme           | Lahti                   | Päijät-Häme       | Päijänne Tavastland   | 201 720                      | 219 062        | 5 133          | 39,3            |
| Pirkanmaa            | Pirkanmaa             | Tampere                 | Pirkanmaa         | Birkaland             | 487 484                      | 563 008        | 14 292         | 34,1            |
| Satakunta            | Satakunta             | Pori                    | Satakunta         | Satakunda             | 227 074                      | 221 378        | 8 289          | 27,4            |
| Savonie du Nord      | Savonie du Nord       | Kuopio                  | Pohjois-Savo      | Norra Savolax         | 247 962                      | 243 626        | 20 366         | 12,2            |
| Savonie du Sud       | Savonie du Sud        | Mikkeli                 | Etelä-Savo        | Södra Savolax         | 154 940                      | 144 637        | 14 137         | 11,0            |
| Uusimaa              | Uusimaa               | Helsinki                | Uusimaa           | Nyland                | 1 435 653                    | 1 682 894      | 6 366          | 225,5           |
| Vallée de la Kymi    | Vallée de la Kymi     | Kouvola                 | Kymenlaakso       | Kymmenedalen          | 182 401                      | 177 097        | 5 106          | 35,7            |

## Anciennes régions
| Nom              | Capitale administrative | Période   | Fusion avec | Nom en finnois | Nom en suédois | Population (31 octobre 2010) | Superficie km2 | Densité hab/km2 |
| ---------------- | ----------------------- | --------- | ----------- | -------------- | -------------- | ---------------------------- | -------------- | --------------- |
| Uusimaa de l'Est | Porvoo                  | 1998-2010 | Uusimaa     | Itä-Uusimaa    | Östra Nyland   | 94 353                       | 2 823          | 33,4            |